# Municipio de Dale (Illinois)
El municipio de Dale (en inglés: Dale Township) es un municipio ubicado en el condado de McLean en el estado estadounidense de Illinois. En el año 2010 tenía una población de 1233 habitantes y una densidad poblacional de 13,77 personas por km².

## Geografía
El municipio de Dale se encuentra ubicado en las coordenadas 40°26′33″N 89°6′4″O / 40.44250, -89.10111. Según la Oficina del Censo de los Estados Unidos, el municipio tiene una superficie total de 89.52 km², de la cual 89,5 km² corresponden a tierra firme y (0,03 %) 0,02 km² es agua.

## Demografía
Según el censo de 2010, había 1233 personas residiendo en el municipio de Dale. La densidad de población era de 13,77 hab./km². De los 1233 habitantes, el municipio de Dale estaba compuesto por el 97,65 % blancos, el 1,05 % eran afroamericanos, el 0,24 % eran amerindios, el 0,08 % eran asiáticos, el 0,41 % eran de otras razas y el 0,57 % eran de una mezcla de razas. Del total de la población el 3,57 % eran hispanos o latinos de cualquier raza.